# Libethra nisseri
Libethra nisseri är en insektsart som beskrevs av Carl Stål 1875. Libethra nisseri ingår i släktet Libethra och familjen Diapheromeridae. Inga underarter finns listade i Catalogue of Life.